# 金建华
金建华（1956年—），男，汉族，中华人民共和国企业家、政治人物，中国共产党党员，上海新世界有限公司董事、上海培罗蒙西服公司党委书记，第十一届全国政协委员。

## 生平
2008年，当选第十一届全国政协委员，代表经济界，分入第三十五组。